# Сапаревски манастир
Сапаревският манастир „Свети Архангел Михаил“ е български православен манастир.

## Местоположение
Манастирът е разположен в на около 1,5 км югоизточно от селото, в долината на малък поток, в гънките на Рила в близост до село Сапарево, община Сапарева баня, област Кюстендил.

## История
Изграден е около средновековната църква „Свети Архангел Михаил“, построена през втората половина на XV в., от когато са запазени южната и част от източната стена. Останалата част от църквата е изградена през Възраждането. Един надпис в люнета на източната стена отнася възстановяването на църквата към 1863 г.
Размерите на църквата и характерът на стенописната декорация предполагат, че първоначално църквицата е била храм на манастир, метох или скит (Това, че някога на мястото е имало християнски комплекс, разрушен от турците, се потвърждава и от разкритите основи на същия при изкопните работи на новата сграда през 1997 г.). Църквата е основно ремонтирана през 1895, 1977 и през 1997 г. когато от запад е построен и открит притвор.
Църквата е манастирообразуващ фактор – през 1997 г. около църквата са изградени нови постройки, камбанария и масивна ограда, които заедно с църквата оформят манастирския комплекс на едноименния манастир. На освещаването на новата сграда на манастира на 8 ноември 1997 г. – на Архангеловден, присъства и патриарх Максим. Манастирът не е действащ.
Манастирът по името на църквата носи името на Свети Архангел Михаил. Той е главният архангел, главният пазител на Рая и главен страж на Божия закон.

## Храмов празник
- Православната църква чества деня на светеца – Архангеловден на 8 ноември.